# Mad Decent
Mad Decent – wytwórnia muzyczna założona przez amerykańskiego DJ Diplo w 2005 roku. Początkowo siedziba znajdowała się w Filadelfii, a w 2011 roku przeniesiono ją do Los Angeles. Należy do niej wielu artystów, m.in. DJ Snake, Dillon Francis czy Major Lazer.

## Wykonawcy
- Alizzz
- Astronomar
- Baauer
- Bad Royale
- Bert on Beats
- Boaz van de Beatz
- Blaqstarr
- Bonde do Rolê
- Bosco Delrey
- Buraka Som Sistema
- Branko
- Bro Safari
- Cadenza & Nasher
- Clockwork
- Crookers
- Daktyl
- Davoodi
- Dawn Golden
- Derek Allen
- Dillon Francis
- Diplo
- DJ Snake
- Djemba Djemba
- Douser
- Elliphant
- ETC!ETC!
- Expendable Youth
- Faustix & Imanos
- Flosstradamus
- Foxsky
- Funkin Matt
- Gent & Jawns
- Grandtheft
- GTA
- Happy Colors
- Jack Ü
- Jahan Lennon
- Joelito
- Juyen Sebulba
- Kennedy Jones
- Kito & Reija Lee
- Lady Bee
- Liz